# Christoph Joseph Wolf
Christoph Joseph Wolf, eigentlich Johann Christoff Wolff (getauft 13. Februar 1679 in Frühbuß; begraben 10. November 1747 ebenda), war nostitzscher Bergamts- und Bergwerksvorsteher, Viertelmeister, Steuereinnehmer, Ratsherr und Stadtrichter von Frühbuß.

## Leben
Er war der Sohn des Bergmanns Christoph Wolff und der Anna Maria geb. Unger. Die Familie scheint schon seit 1559 im Ort ansässig gewesen zu sein. Bereits 1711 war er in Frühbuß als Viertelmeister tätig und erscheint zudem 1713 als Steuereinnehmer. Er war Mitglied des Rats und bekleidete von 1724 bis 1730 das Richteramt von Frühbuß. 1727 übernahm er dort auch die Funktion des hochgräflichen Bergwerks- bzw. Bergamtsvorstehers. Unter seiner Amtszeit, vermutlich schon davor, verlor der Bergbau in Frühbuß an Bedeutung. So führte das dortige Bergamt seit jener Zeit keinen Bergmeister mehr. Grund war wohl die Erschöpfung der Zinnvorkommen und die gestiegenen Kosten für die Entwässerung, der den Bergbau zunehmend unrentabel machte. Wie die meisten Bewohner musste sich auch Wolf einer anderen Einkommensquelle zuwenden und betrieb so den Handel mit Spitzen. Er starb 1747 im Alter von 69 Jahren.   

## Familie
Wolf vermählte sich in erster Ehe 1705 mit Anna Maria Gerber und in zweiter Ehe mit Maria Anna Lehrer. Folgende Kinder erreichten das Erwachsenenalter: 
- Anna Maria (* 1706 in Frühbuß); ⚭ 1727 Christian Richter, bürgerlicher Weißbäcker, Gewerke
- Anna Lucia (* 1710 in Frühbuß); 1.⚭ 1730 Franz Anton Schindler, bürgerlicher Bergschmied; 2.⚭ 1747 Johann Gerber
- Maria Eliesabetha (* 1713 in Frühbuß); ⚭ 1736 Gabriel Baumgartl, bürgerlicher Bergmann, Ratsverwandter
- Susanna (* 1718 in Frühbuß); ⚭ 1742 Anton Baumgartl, Müller, Spitzenhändler
- Josephy Joannes ChriStophory (* 1721 in Frühbuß), Zinnschmelzer, Spitzenhändler; ⚭ 1742 Anna Susanna Pausch
- Maria Anna (* 1746 in Frühbuß); ⚭ 1769 Joannes Baumgartl, Fuhrmann, Bergmann